# Neuhausen (Badenia-Wirtembergia)
Neuhausen – miejscowość i gmina w Niemczech, w kraju związkowym Badenia-Wirtembergia, w rejencji Karlsruhe, w regionie Nordschwarzwald, w powiecie Enz, wchodzi w skład związku gmin Tiefenbronn. Leży ok. 12 km na południowy wschód od Pforzheim.